# Peltigera scabrosella
Peltigera scabrosella är en lavart som beskrevs av Jon Holtan-Hartwig. Peltigera scabrosella ingår i släktet Peltigera, och familjen Peltigeraceae. Arten är reproducerande i Sverige.